# Kaj Sjösten
Kaj Åke Lennart Sjösten, född 13 mars 1932 i Ängelholms församling i Kristianstads län, död 21 maj 2018 i Halmstad, var en svensk militär.

## Biografi
Sjösten avlade officersexamen vid Krigsskolan 1956 och utnämndes samma år till fänrik i armén, varefter han befordrades till kapten vid Hallands regemente 1965. Åren 1967–1968 tjänstgjorde han i FN-insats i Mellanöstern. Han var lärare och kompanichef vid Infanteriets kadett- och aspirantskola 1968–1973. År 1972 befordrades han till major, varpå han tjänstgjorde vid Hallands regemente 1972–1973. År 1973 befordrades han till överstelöjtnant, varefter han var lärare vid Militärhögskolan 1973–1976 och avdelningschef vid Infanteriets stridsskola 1976–1982. Han befordrades till överste 1982 och var chef för Infanteriets officershögskola 1982–1987 samt chef för Bohusläns regemente 1987–1990.

## Utmärkelser
- Riddare av Svärdsorden, 3 december 1974.[5]